# مارسالس
مارسالس (به اسپانیایی: Marzales) یک شهرستان در اسپانیا است که در استان وایادولید واقع شده‌است.